# التركيبات السنية
التركيبات (البدلة) السنية هي تركيبة توضع (داخل الفم) لتعويض الخلل الداخلي مثل: فقدان الأسنان، أو فقد جزء من السن، أو فقد العضيات الملساء والصلبة المتعلقة بالفك و الحنك.

## علم التركيبات السنية
هو تخصص متعلق بطب الأسنان يركز على التركيبات و التعويضات السنية ،ومثل هذه التركيبات تستخدم لرد عملية المضغ، وتحسين الوضع الجمالي، و تساعد أيضا في عملية الكلام .
تتنوع صناعة التركيبات الثابتة و الأطقم المتحركة وتتعدد، إذ توضع التركيبة السنية إما بوصلها بالسن (أو الزرعة السنية )عن طريق الالتصاق أو التثبيت بالعضلات المحيطة، وقد تكون هذه التركيبات ثابتة أو متحركة كأي نوع من التركيبات الأخرى .ومن المهم فيما يتعلق بالتركيبات السنية الثابتة أن يستخدم فيها إما لاصق سني أو برغي لتثبيت الأسنان أو الزرعات السنية .
وأما في مجال التركيبات المتحركة فيستخدم فيها إما قوة الاحتكاك ضد الأسطح المتوازية الصلبة، أو الإبطة لسن مجاور أو زرعة سنية .وأحيانا تستخدم قوة الالتصاق عن طريق احتباس الأنسجة المخاطية(مع أو بدون استخدام لاصق سني).أو استخدام العضلات المحيطة و الكفاف التشريحية المتعلق

## بعض الأمثلة على التركيبات السنية
1.    	أطقم الأسنان الكاملة:
-يرتدى من قبل المرضى الذين فقدوا جميع اسنانهم في الفك الواحد, (العلوي أو السفلي).
2.    	طقم جزئي :
-يرتدى من قبل المرضى الذين فقدوا جزء من اسنانهم.
3.    	المسند الحنكي .
4.    	الأجهزة التقويمية .
5.    	زرع الأسنان .
-مكونة جراحية ترتبط بعظم الفك من اجل تثبيت ودعم التركيبة السنية، سواء كانت طقم أو جسر أو تاج...
6.    	تاج .
7.    	جسر .

## استدامة التركيبات السنية
الاعتياد على التركيبات السنية قد يأخذ القليل من الوقت، وهنالك تكيف مستمر للأنسجة الفمية، مما يؤدي إلى تقليل ثبات التركيبة في الفم.
يجب فحص ملائمة وثبات التركيبة بزيارات مستمرة للطبيب، بحيث يتم تعديل التركيبة السنية حسب الحاجة.
لضمان استدامة التركيبة السنية يجب الحفاظ على الصحة العامة للفم، فإن تم تنظيف التركيبة بشكل مستمر وجيد قد نضمن دوام التركيبة على مدى العمر